# Chrztowo
Chrztowo (kasz. Chrztowò, dawn. Kartowo) – wieś w Polsce, położona w województwie pomorskim, w powiecie kościerskim, w gminie Liniewo. Wieś jest siedzibą sołectwa Chrztowo, w którego skład wchodzi również osada Równe. Chrztowo leży na południowym brzegu jeziora Sobąckiego.
W latach 1975–1998 miejscowość administracyjnie należała do województwa gdańskiego.

## Nazwy źródłowe miejscowości
kasz. Kartowò, niem. Kartowen